# Balthasar Helfmann

Balthasar Helfmann

Balthasar Helfmann (* 26. Mai 1848 in Kelsterbach; † 1. Januar 1896 in Frankfurt am Main) war ein deutscher Schlossermeister und Bauunternehmer.

## Leben
Der aus Kelsterbach stammende Helfmann folgte 1873 seinem Bruder Philipp Helfmann, der bis dahin zunächst in Frankfurt-Bornheim als Holzhändler, kurz darauf dann als Bauunternehmer arbeitete. 1874 verzeichnete das Bornheimer Adressbuch erstmals die Firma „Gebrüder Helfmann“.
Zwischen den beiden Brüdern herrschte eine klare Arbeitsteilung. Balthasar befasste sich mehr mit der Bauausführung und mit zunehmender Größe des Unternehmens mit der Überwachung. Philipp hingegen konzentrierte sich mehr und mehr auf die Abwicklung der von Jahr zu Jahr an Bedeutung gewinnenden Bankgeschäfte und die Auftragsbeschaffung in seinen Tätigkeitsfeldern.
Nach dem Tod von Balthasar wandelte Philipp Helfmann 1896 das Bauunternehmen in die Aktiengesellschaft für Hoch- und Tiefbauten um. Nach Philipps Tod (1899) wurde dessen seit 1897 im Unternehmen tätiger Schwiegersohn, Hans Weidmann (1862–1948), Vorstandsvorsitzender. 1921 übernahm der Großunternehmer Hugo Stinnes die Aktienmehrheit und integrierte das Bauunternehmen in seinen komplexen Konzern. 1922 wurde deshalb der Unternehmenssitz nach Essen verlegt, 1923 wurde die Firma in Hochtief Aktiengesellschaft für Hoch- und Tiefbauten vorm. Gebrüder Helfmann geändert, später kurz Hochtief AG. 
Hans Weidmann, der viele Jahre im Unternehmen arbeitete und dessen Geschichte in einer umfangreichen Chronik festhielt, beschrieb Balthasar als den Handwerker des Brüderpaars. Philipp wird als dominant, dynamisch und weitsichtig charakterisiert.

## Belege
1. ↑  siehe Hessisches Staatsarchiv Marburg (HStAMR), Best. 903 Nr. 9349, S. 35 (Digitalisat).
2. ↑  siehe Hessisches Staatsarchiv Marburg (HStAMR), Best. 903 Nr. 10493, S. 10 (Digitalisat).

| Personendaten    | Personendaten                                 |
| ---------------- | --------------------------------------------- |
| NAME             | Helfmann, Balthasar                           |
| KURZBESCHREIBUNG | deutscher Schlossermeister und Bauunternehmer |
| GEBURTSDATUM     | 26. Mai 1848                                  |
| GEBURTSORT       | Kelsterbach                                   |
| STERBEDATUM      | 1. Januar 1896                                |
| STERBEORT        | Frankfurt am Main                             |